# King for a Day... Fool for a Lifetime
King for a Day... Fool for a Lifetime è il quinto album in studio del gruppo musicale statunitense dei Faith No More, pubblicato nel 1995 dalla Slash Records.

## Descrizione

Un cane disegnato per realizzare parte della copertina dell'album.

Dopo 3 anni dalla pubblicazione del precedente Angel Dust, questo lavoro del gruppo non ottenne il consenso sperato. Negli Stati Uniti l'album raggiunse la posizione 31 in classifica e arrivò a vendere poco meno di 250 000 copie, risultato inferiore al precedente lavoro. Negli anni successivi diventò un "must" per i fan del gruppo. L'album è caratterizzato dal classico mix di generi, dal soul di Evidence al metal di Cuckoo for Caca per arrivare alla country-western Take this Bottle.

## Tracce
1. Get Out – 2:17
2. Ricochet – 4:28
3. Evidence – 4:53
4. The Gentle Art of Making Enemies – 3:28
5. Star A.D. – 3:22
6. Cuckoo for Caca – 3:41
7. Caralho Voador – 4:01
8. Ugly in The Morning – 3:06
9. Digging the Grave – 3:04
10. Take this Bottle – 4:59
11. King For A Day – 6:35
12. What a Day – 2:37
13. The Last To Know – 4:27
14. Just a Man – 5:35

## Formazione
- Mike Patton - voce
- Trey Spruance - chitarra
- Bill Gould - basso
- Mike Bordin - batteria
- Roddy Bottum - tastiere